# Гюрман, Ойкю
Ойкю́ Гюрма́н (тур. Öykü Gürman; р. 4 августа 1982 года, Стамбул) — турецкая актриса и певица. Прославилась ролью Асие Калели в высокорейтинговом сериале «Ты расскажи Чёрное море».

## Биография и карьера
Ойкю родилась в 1982 году в городе Арнавуткёй. Есть брат-близнец Берк. Первый альбом Ойкю под названием «Kısmet» состоит из 10 песен.
В 2007 году Ойкю и ее брат основали группу под названием «Öykü ve Berk», где вместе пели песни. Однако в 2010 году они решили покончить с группой и продолжить свой музыкальный путь по раздельности.
Актёрская карьера Ойкю началась в 2004 году с проекта «Турецкие фильмы». Следующим проектом стал сериал 2014 года «Я из Урфы», в котором Ойкю сыграла роль Джейлян. Далее последовала роль Лейлы в сериале «Время любви» и роль Зейнеп в фильме «Противоядие».
Однако широкую известность Ойкю как актрисе принесла роль Асие Калели в современном сериале «Ты расскажи Чёрное море». Сериал до сих пор имеет очень высокие рейтинги и популярен даже далеко за пределами Турции.
В 2022 году Ойкю приступила к съемкам во втором сезоне исторического сериала «Алп — Арслан: Великие Сельджуки» в роли Оке — хатун (жены брата сельджукского султана Тогрула и огузского племенного вождя Чагры — бея Ибрагима Инала).

## Музыкальная карьера
1 Sarıl bana
2 Düşün beni
3 Sen anlat Karadeniz
4 Kül oldum
5 Dayan yüreğim
6 Oy pelutler oy
7 Yalan gözlerin
8 Canevi
9 Yağmur damlasi
10 Oy beni vurun vurun
…

## Личная жизнь
4 августа 2015 Ойкю вышла замуж за Явуза Бингёля; 15 апреля 2016 супруги развелись. С 2017 года Ойкю встречается с Фатихом Ичмели.

## Фильмография
| Год  |   | Русское название        | Оригинальное название | Роль          |
| ---- | - | ----------------------- | --------------------- | ------------- |
| 2004 | с | Турецкие фильмы         | Türkü filmisi         |               |
| 2014 | с | Я из Урфы               | Urfaliyim ezelden     | Джейлян       |
| 2014 | ф | Противоядие             | Panzehir              | Зейнеп        |
| 2015 | с | Время любви             | Aşk zamanı            | Лейла Коркмаз |
| 2018 | с | Ты расскажи Чёрное море | Sen anlat Karadeniz   | Асие Калели   |